# Etodroxizine
Etodroxizine (INN) (tên thương hiệu Vesparax, Drimyl, Indunox, Isonox) là một kháng histamin thế hệ đầu tiên của diphenylmethylpiperazine nhóm được sử dụng như một chất an thần / thôi miên ở châu Âu và Nam Phi.